# Deutschordenskommende Rhein

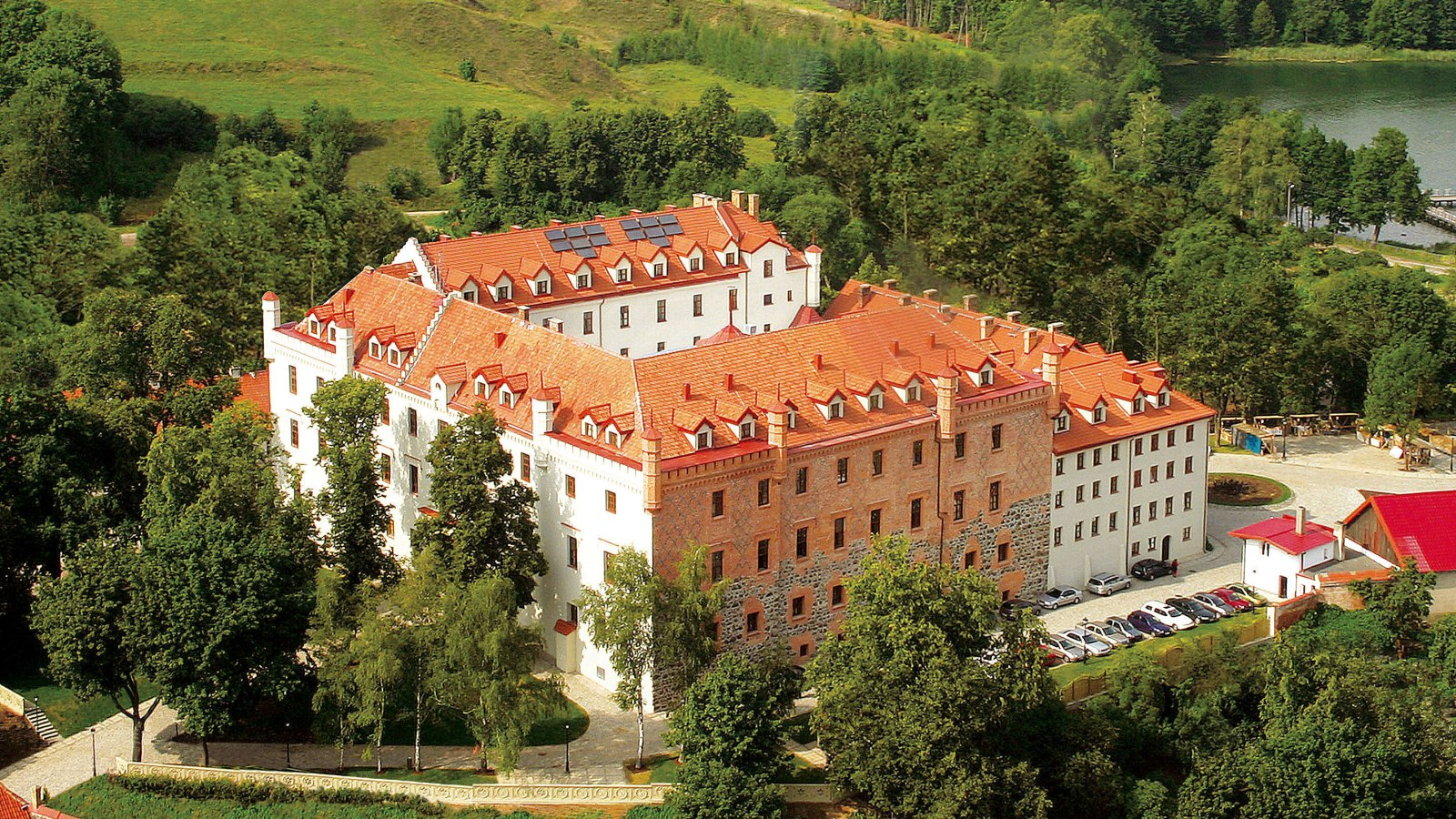
Deutschordensburg Rhein, Sitz des Komturs der Deutschordenskommende und ab 1525 des Amtshauptmannes des Amtes Rhein

Die Deutschordenskommende Rhein, auch Deutschordenskomturei Rhein war eine Niederlassung des Deutschen Ordens in Ryn im Powiat Giżycki der polnischen Woiwodschaft Ermland-Masuren (bis 1945 Rhein, Kreis Lötzen, Ostpreußen). Sitz der Kommende war die Burg Rhein. Die 1393 gegründete Kommende verlor den Komtursitz bereits 1397 wieder und wurde zur Pflege der Komturei Balga herabgestuft. 1418 wurde Rhein erneut Komtursitz, bevor es 1422 erneut zum Rang einer Pflege herabsank. 1464 kurzzeitig wieder Sitz eines Komturs, wurde Rhein 1477 nun dauerhaft Komtursitz und blieb es bis zur Säkularisation des Ordensstaates (und Umwandlung in das weltliche Herzogtum Preußen) im Jahre 1525. Danach wurde die Kommende in ein herzogliches Amt umgewandelt, das Amt Rhein und blieb Amtssitz bis 1752.

## Geschichte
Die Gebiete der Deutschordenskommenden Balga und Brandenburg in Ostpreußen erstreckten sich in langen schmalen Streifen nördlich des Ermlandes (bzw. des Hochstifts Ermland) von der Ostseeküste bis in den Südosten Ostpreußens. In den 1370er Jahren wurde anscheinend der Plan gefasst, die jeweils südöstlichsten Gebiete der beiden Kommenden Balga und Brandenburg abzutrennen und zu einer neuen Kommende zusammenzufassen. Ursprünglich war aber nicht Rhein, sondern das nordwestlich davon gelegene Barten als Sitz der neuen Kommende vorgesehen. 1377 wurde mit dem Bau einer Burg vom Konventstypus in Barten begonnen. 1385 wurden diese Pläne aus unbekannten Gründen aufgegeben. Stattdessen wurde in Rhein mit dem Bau einer Burg vom Konventstypus begonnen. Sehr wahrscheinlich war dort aber schon 1377 mit dem Bau einer Burg vom Pflegertypus (Burg und Verwaltungssitz) begonnen worden, deren Pläne man nun modifizierte. Die Burg in Barten wurde Sitz eines Pflegers; in der Zeit des Herzogtums Preußen war sie Sitz des Amtshauptmannes des Amtes Barten. Nach den (später angelegten) Zinsregistern sollten der neuen Kommende Rhein die Gebiete Rastenburg (heute Kętrzyn), Leunenburg (heute Sątoczno), Sehesten (heute Szestno) und Rhein (von der Kommende Balga) und Barten (heute Barciany) von der Kommende Brandenburg zugewiesen werden.
Die Ordensburg Rhein liegt vermutlich an der Stelle einer Burg der Galinder, zu deren Stammesgebiet die Gegend in der Vor-Ordenszeit gehörte. Eine Burg in Rhein lässt sich erstmals für 1377 nachweisen. Sehr wahrscheinlich war diese frühe Burg eine einfache Erde-Holz-Konstruktion. Was davon zu Beginn der Bauarbeiten noch vorhanden war, ist nicht bekannt. Nach dem Ende der Bauarbeiten in Barten wurde in Rhein zügig mit dem Bau einer Burg vom Konventstypus (Kloster, Burg und Verwaltungssitz) begonnen. Die im Bau befindliche Burg vom Pflegertypus wurde im Zuge dieser Maßnahmen zu einer Burg vom Konventstypus umgebaut (bzw. sollte umgebaut werden). 1390 war zumindest der Wohntrakt der Burg in Rhein wohl schon weitgehend fertig, denn um diese Zeit diente die Burg als Wohnsitz der Fürstin Anna, der Frau des litauischen Fürsten Witold. 1393 erscheint erstmals ein Komtur von Rhein, es ist Friedrich von Wallenrode, der Bruder des damaligen Hochmeisters Konrad von Wallenrode. 1396 wurde Friedrich von Wallenrode Komtur in Mewe. An seine Stelle in Rhein trat Johann von Schönfeld, der aber nur bis 1397 im Amt war. Danach sank Rhein zur Pflege der Kommende Balga herab. Die Bauarbeiten wurden wohl weitgehend eingestellt. Es wurden lediglich die Umfassungsmauern fertiggestellt.
Max Pollux Toeppen weist darauf hin, dass die Zinsen im für die Kommende Rhein vorgesehenen Gebiet auch während der Jahre 1393 bis 1397 von den Komturen der Komtureien Balga und Brandenburg eingezogen wurden. Der eingezogene Zins wurde dem Komtur in Rhein dann bar überwiesen. Die Reorganisation der Komtureigrenzen war also 1397 noch nicht abgeschlossen. Auch der Bau der Anlage war noch nicht fertiggestellt. Nach Aufgabe des Komtursitzes 1397 wurde nun nur noch der Komturflügel fertiggestellt, der Konventsbereich wurde nicht mehr gebaut. 1418 wurde die Burg aber wieder Komtursitz, und wieder nur für einige Jahre. In den Zinsabrechnungen der Komtureien Balga und Brandenburg fehlen nun aber die Zinsen aus den für die Kommende Rhein vorgesehenen Gebieten, und für 1422 hat sich sogar ein Zinsregister für die Kommende Rhein erhalten. Ab dem Jahr 1426 wurden aber wiederum nur Pfleger in Rhein eingesetzt. Der Zins von Barten ging nun an den Komtur in Brandenburg, der Zins von Sehesten an den Komtur in Balga. Die Zinsen von Rastenburg, Leunenburg und Rhein fielen nicht wieder dem Komtur in Balga zu, sondern wurden gesondert abgerechnet. Es wurden drei Pflegen eingerichtet, die direkt dem Hochmeister unterstellt waren und deren Erträge zum größeren Teil direkt in die Kasse des Hochmeisters flossen. Zeitweise wurden aber die Pflegen Rastenburg und Rhein zusammen von einem Pfleger verwaltet. 1466 war Rhein wieder für kurze Zeit Sitz eines Komturs, nur ein Jahr später ist wiederum nur ein Pfleger erwähnt.
Nach dem Zweiten Frieden von Thorn (1466) wurde nicht nur der Ordenssitz nach Königsberg verlegt, sondern auch die Verwaltung in den dem Deutschen Orden verbliebenen Gebieten neu organisiert. 1477 wurde die Burg Rhein erneut Sitz eines Komturs und blieb es nun bis zur Säkularisation des Ordensstaates 1525.
In dieser Zeit tat sich besonders der Komtur Rudolf von Tippelskirch (1491 bis 1516) als Kolonisator in seinem Amtsgebiet hervor. In den letzten Jahren der Kommende amtierten in Rhein Statthalter eines namentlich nicht genannten Komturs (vielleicht Hans von Kittlitz?, der dann ab 1525 als Vogt des Bischofs von Samland fungierte).

## Liste der Komture
Die Liste folgt im Wesentlichen der Zusammenstellung von Dieter Heckmann (dort detaillierte Quellenangaben).
- 2. April 1393 bis (†) April 1396 Friedrich von Wallenrode, Komtur
- Mai 1396 bis 19. April 1397 Johann von Schönfeld, Komtur
- 1319 bis 1418 Vakanz
- 14. September 1418 Ulrich, Komtur
- 9. November 1418 bis 16. Oktober 1420 Leopold von Reitenbach,
- 10. Dezember 1420 bis 11. Januar 1422 Friedrich von Weilsdorf
- 1423 Eckhard von Buchheim
- 26. Oktober 1426 bis 28. Oktober 1426 Helferich von Selbold
- 28. März 1427 Clemme
- 16. November 1428 bis 13. Oktober 1429 Eckhard von Buchheim
- vor 20. Juni 1431 bis 1432 Helferich von Selbold
- 3. April 1433 bis 22. September 1443 Johann von Dosenbach
- 1434 Peter von Herndorf
- 2. Januar 1441 bis (†) 9. Januar 1441 Paul von Rusdorf, Hochmeister und (vorgesehener) Pfleger in Rastenburg, Rhein und Lyck, sowie im Waldamt Leunenburg. Rusdorf trat von seinem Amt als Hochmeister zurück, ließ sich die vier Ämter für den Rest seiner Tage übertragen, starb aber nur wenige Tage nach seinem Rücktritt.
- 1442 bis 1447 Heinrich von Richtenburg, Pfleger in Rhein und Rastenburg
- 13. Januar 1464 Hans von der Narbe, Komtur
- 22. Juni 1465 Helferich von Sebold, † September 1465
- 9. September 1465 bis 5. Mai 1486 Georg Ramung von Rameck, zunächst Pfleger in Rhein, dann ab 1477 Komtur in Rhein
- 27. Februar 1488 bis 24. März 1490 Hans Scherffchen, Komtur
- 1486 bis (4. Mai) 13. Mai 1516 Rudolf von Tippelskirch, zuerst Statthalter von Rhein und Lyck, später dann Komtur, war oberster Trapier, dieses Amt wurde nach ihm nicht mehr besetzt
- 12. Oktober 1516 bis März 1518 Dietrich von Babenhausen, Statthalter
- 19. April 1519 Hans von Kittlitz
- 2. Februar 1520 bis 24. August 1521 Adrian von Waiblingen, Statthalter
- 1522 bis 1524 Faustin von Waiblingen, Komtur
- 24. Juni 1524 bis April 1525 Sigmund Daniel, Statthalter

## Nach der Säkularisation 1525
1525 wandelte der letzte Hochmeister Albrecht I. von Brandenburg-Ansbach den Ordensstaat in das weltliche Herzogtum Preußen um und führte die Reformation ein. Die Kommende Rhein wurde nun ein herzogliches Amt, das Amt Rhein. Der letzte Statthalter in der Kommende Rhein wurde auch erster Amtshauptmann im neuen herzoglichen Amt Rhein.

## Liste der Amtshauptmänner
- 1526 Siegmund von Daniel/Taniel
- 1527 bis 1528 Wolf Freiherr zu Heydeck
- 1529 Ernst von Rechenberg
- 1530 bis 1550 Jacob von Diebes, zuerst oberster Waldmeister, 1539 Amtmann, 1540 Hauptmann zu Rhein, 1566 Oberjägermeister, 1552 Amtshauptmann zu Seesten
- 1556 Peter Jäger
- 1566 bis 1571 George von Krösten
- 1571 bis 1579 Reinhold von Halle, Oberjägermeister
- 1583 Crispin von Blumstein, auch Amtshauptmann in Sehesten
- 1588 bis 1590 Caspar Wilhelm von der Oelsnitz, auch Amtshauptmann in Sehesten
- 1590 bis 1594 Hans von Polentz, auch Amtshauptmann in Sehesten
- 1594. 1603. 1609 George von Pröck
- 1610, 1629, † 1638 Reinhold von Halle, Jägermeister
- 1638 bis 1664 († 1664) Heinrich Ehrentreich von Halle, Oberst und Oberjägermeister
- 1670 bis 1677 Georg Christoph Finck von Finckenstein
- 1677 bis † 1687 Wilhelm Reinhold von Halle, Oberforstmeister
- 1687 bis 1699 George Friedrich Freiherr zu Gylenburg, Oberst, Landrat und Kammerherr
- 1700 Ernst von Brumsee
- bis 1711 Conrad Friedrich von Gaudecker, Oberstleutnant
- 1711 bis 1717 Ludwig Gustav von Foller
- 1750 bis 1751 Friedrich von Stosch, Generalmajor, Chef eines Dragoner Regiments
- 1750 Friedrich von Foller, Verweser
- 1751 Carl Gustav Ernst von Foller
- 30. Mai 1756 bis † 1761 Johann Siegmund von Lattorff, Generalmajor, Chef eines Infanterie-Regiments

1752 wurde das Amt Rhein aufgelöst.